# Терволово
Те́рволово (фин. Tervola) — посёлок в Гатчинском муниципальном округе Ленинградской области.

## История
Деревня являлась вотчиной великого князя Михаила Павловича, из которой в 1806—1807 годах были выставлены ратники Императорского батальона милиции.
На «Топографической карте окрестностей Санкт-Петербурга» Военно-топографического депо Главного штаба 1817 года она обозначена как две смежные деревни Тервалова из 10 и 7 дворов соответственно.
Деревня Терволова из 7 дворов упоминается на «Топографической карте окрестностей Санкт-Петербурга» Ф. Ф. Шуберта 1831 года.

ТЕРВОЛОВО — деревня вотчины его императорского высочества великого князя Михаила Павловича, число жителей по ревизии: 34 м. п., 42 ж. п. (1838 год)

На картах Ф. Ф. Шуберта 1844 года и С. С. Куторги 1852 года деревня обозначена, как Тервалова.
В пояснительном тексте к этнографической карте Санкт-Петербургской губернии П. И. Кёппена 1849 года записаны две смежные деревни:
- Terwola (Тервола, Терволи, Терволово), количество жителей на 1848 год: савакотов — 11 м. п., 12 ж. п., всего 23 человека
- Terwola-Sämsänpälo (Тервалова, Терволово), количество жителей на 1848 год: савакотов — 15 м. п., 12 ж. п., всего 27 человек[10]

ТЕРВОЛОВА — деревня её высочества государыни великой княгини Елены Павловны, по просёлочной дороге, число дворов — 8, число душ — 30 м. п.
(1856 год)

Согласно «Топографической карте частей Санкт-Петербургской и Выборгской губерний» в 1860 году деревня состояла из двух частей: Большое Терволово насчитывающее 9 крестьянских дворов и Малое Терволово (Ряттеля) — 5.

ТЕРВЕНА (ТЕРВОЛОВО) — деревня Ораниенбаумского дворцового правления при речке Пудости, число дворов — 6, число жителей: 11 м. п., 15 ж. п. (1862 год)

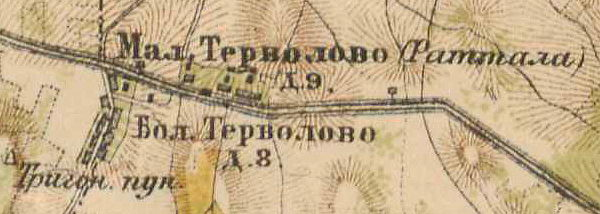
План деревни Терволово. 1885 год

В 1885 году состояла из двух смежных: Большого (9 дворов) и Малого или Раттала (8 дворов) Терволово.
В конце XIX — начале XX века административно относилось к Староскворицкой волости 3-го стана Царскосельского уезда Санкт-Петербургской губернии. Население деревни было исключительно финским.
В 1913 году Терволово насчитывало 8 дворов.
С 1917 по 1923 год деревня Терволово входила в состав Скворицкого сельсовета Староскворицкой волости Детскосельского уезда.
С 1923 года в составе Гатчинского уезда.
С 1924 года в составе Кезелевского сельсовета.
Согласно данным переписи населения СССР 1926 года в деревне Терволово Кезелевского сельсовета Староскворицкой волости Троцкого уезда проживали 65 человек, абсолютное большинство финны.
С 1927 года в составе Красносельской волости Гатчинского района.
С 1928 года вновь в составе Скворицкого сельсовета. В 1928 году население деревни Терволово также составляло 65 человек.
По данным 1933 года деревня Терволово входила в состав Скворицкого финского национального сельсовета Красногвардейского района.
C 1 августа 1941 года по 31 декабря 1943 года деревня находилась в оккупации.
В 1958 году население деревни Терволово составляло 311 человек.
С 1959 года в составе Пудостьского сельсовета.
По данным 1966, 1973 и 1990 годов деревня Терволово также входила в состав Пудостьского сельсовета Гатчинского района, в деревне располагалась центральная усадьба птицефабрики «Скворицы».
В 1997 году в деревне Терволово проживали 1936 человек.
В 2002 году в посёлке Терволово проживали 1862 человека (русские — 84%), 2007 году — 1865 человек, в 2010 году — 2151.

## География
Посёлок расположен в северной части района на автодороге 41К-011 (Стрельна — Гатчина).
Расстояние до административного центра поселения, посёлка Пудость — 18 км.
Расстояние до ближайшей железнодорожной станции Пудость — 16 км.

## Демография
| 1862 | 2007  | 2010  | 2017  |
| ---- | ----- | ----- | ----- |
| 60   | ↗1865 | ↗2151 | ↗2405 |

### Национальный состав
Согласно данным Всероссийской переписи населения 2021 года в посёлке проживали 2262 человека, из них:
русские — 2053, финны и ингерманландцы — 53, белорусы — 24, узбеки — 16, украинцы — 9, армяне — 6, киргизы — 5, таджики — 4, азербайджанцы — 3, немцы — 3, аварцы — 2, казахи — 2, мордва — 2, татары — 2, чеченцы — 2, арабы — 1, башкиры — 1, гагаузы — 1, грузины — 1, карелы — 1, коми — 1, латыши — 1, молдаване — 1, поляки — 1, чуваши — 1, другие национальности — 12 человек, остальные национальность не указали.

## Предприятия и организации
- Дом культуры
- Библиотека
- Амбулатория
- Продовольственный магазин
- Отделение почтовой связи № 188351

## Образование
В посёлке есть основная общеобразовательная школа и отделение дошкольного образования:
- МБОУ «Терволовская ООШ»[30]. В 2018 году МБДОУ «Детский сад № 27» был присоединён к школе[31]

## Транспорт
| №   | Конечная остановка 1       | Конечная остановка 2 | Примечания |
| --- | -------------------------- | -------------------- | --- |
| 518 | Гатчина, Варшавский вокзал | Терволово            | |
| 533 | Гатчина, Варшавский вокзал | Кипень               | |
| 547 | Станция Красное Село       | Терволово            | Социальный автобусный маршрут города Санкт-Петербурга. Оплата наличными не принимается, возможна активация отложенного пополнения карты «Подорожник» |
| 632 | Терволово                  | Проспект Ветеранов   | |

## Улицы
1-я линия, 10-я линия, 11-я линия, 12-я линия, 13-я линия, 14-я линия, 15-я линия, 16-я линия, 17-я линия, 18-я линия, 19-я линия, 2-я линия, 21-я линия, 23-я линия, 25-я линия, 27-я линия, 3-я линия, 4-я линия, 5-я линия, 6-я линия, 7-я линия, 8-я линия, 9-я линия, Гатчинское шоссе, Главная, Дачная, Зелёная, Зелёный переулок, Инкубаторная, Инкубаторный переулок, Ленинградская, Лесосеменная станция, Липовая, Новая, Полевая, Полевой переулок, Ряхмузи, Северная, Сельская, Сиреневая, Спортивная, Целинная, Целинный переулок, Школьная, Южная.